# Márton Moyses
Márton Moyses (ur. 20 kwietnia 1941 w Nagyajta, zm. 13 maja 1970 w Baraolt) – poeta mniejszości węgierskiej i męczennik reżimu komunistycznego w Rumunii.

## Życiorys
Márton Moyses urodził się 20 kwietnia 1941 w miejscowości Nagyajta (dziś Aita Mare) jako członek mniejszości węgierskiej w Siedmogrodzie w Rumunii, zm. 13 maja 1970 w szpitalu w Baraolt, w wyniku ran po samopodpaleniu dokonanym 13 lutego 1970 przed siedzibą Partii Komunistycznej w Braszowie.
Już w czasie powstania węgierskiego 1956, wraz z trzema przyjaciółmi, próbował iść na pomoc Węgrom w walce z Sowietami, ale nie udało się przekroczyć granicy państwa. Zdradzony przez donosiciela został aresztowany przez Securitate 22 listopada 1960 za napisanie trzech wierszy antypaństwowych. Torturowany, w obawie, żeby nie zdradzić przyjaciół, obciął sobie język kawałkiem nici. Wyszedł z więzienia z nadszarpniętym zdrowiem.
Ciężko poparzony po samopodpaleniu został przewieziony do szpitala, lecz z zakazem podawania mu środków przeciwbólowych. Zmarł w męczarniach po trzech miesiącach. Po jego śmierci służba bezpieczeństwa spaliła jego wiersze i fotografie.